# Fuerte del Rosario
El Fuerte del Rosario es un fuerte situado en la zona del Cubo, en la Avenida Cándido Lobera de la ciudad española de Melilla, forma parte del Conjunto Histórico Artístico de la Ciudad de Melilla, un Bien de Interés Cultural.

## Historia

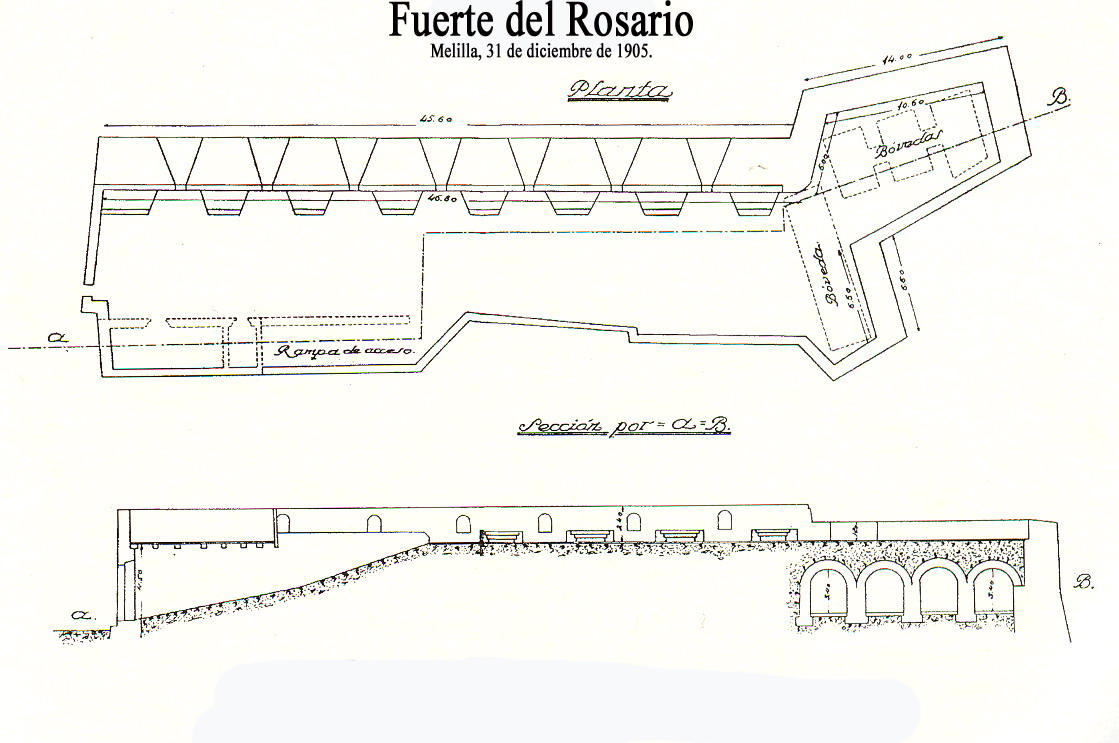
1905

El fuerte forma parte del Cuarto Recinto Fortificado de Melilla. Fue construido cuando en 1778 se le añade una batería artillada a la Torre del Rosario, de entre 1735-1736.
Fue rehabilitada su extremo norte, la Torre del Rosario entre marzo y octubre de 2013, mientras entre julio de 2018 y enero de 2019 se restauró su batería, su flanco, con foso, contraescarpa y puente, gola e interior, cubiertas y bóvedas, siendo recepcionado el 17 de enero de 2019.

## Descripción
Es un fuerte rectangular construido en piedra de la zona para los muros y ladrillo macizo para los arcos y las bóvedas, que está compuesto por una batería a la que se accede desde una rampa y unas bóvedas subterráneas.